# UQCRC1
La subunidad 1 del complejo citocromo b-c1, mitocondrial, es una proteína que en los seres humanos está codificada por el gen UQCRC1 .
Su producto génico es una subunidad de la proteína de la cadena respiratoria ubiquinol citocromo c reductasa (UQCR, complejo III o complejo citocromo bc1), que consiste en los productos de un gen codificado mitocondrialmente, MTCYTB (citocromo b mitocondrial) y diez genes nucleares: UQCRC1, UQCRC2, citocromo c1, UQCRFS1 (proteína bisagra), UQCRB, "proteína 11kDa", UQCRH (proteína bisagra cyt c1), presecuencia de proteína bisagra, "proteína asociada a cit. C1" y proteína asociada a proteína bisagra.